# Metro Lima

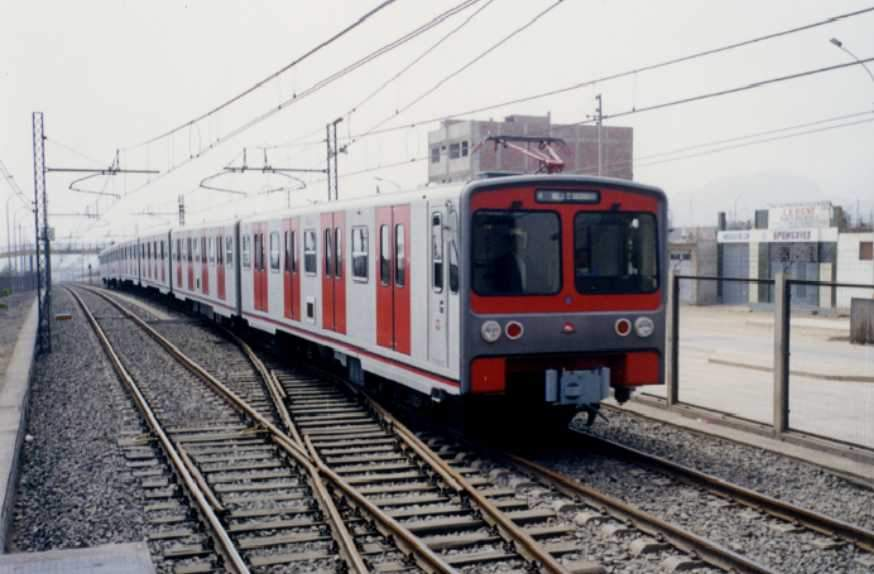
Ein Zug der Limaer U-Bahn in der Nähe der Station Villa El Salvador

Die Metro Lima oder Tren Urbano ist die U-Bahn der peruanischen Hauptstadt Lima. Das Netz besteht aus zwei getrennten Linien, ein Ausbau auf fünf Linien ist geplant.

## Gegenwärtiges Netz
Nach Eröffnung der Nordverlängerung im Juli 2014 erreichte die Linie 1 ihre heutige Streckenlänge. Die überwiegend als Hochbahn geführte Linie 1 ist damit 34,6 Kilometer lang. Sie bedient 26 Stationen und verbindet Lima mit den Vorstädten Villa El Salvador, Villa María del Triunfo und San Juan de Miraflores. Endpunkt ist derzeit die Station Bayóvar nordöstlich des historischen Zentrums. Die Züge dieser Linie fahren an Werktagen von 6 bis 22 Uhr im Sechs- bis Zehnminutentakt, samstags im Zehnminutentakt und an Sonn- und Feiertagen alle 14 Minuten.
Die Linie 2 verläuft in Ost-West-Richtung und ist vollständig unterirdisch trassiert. Die fünf Kilometer lange Strecke soll im Endausbau 27 Kilometer lang sein, 27 Stationen haben und zwei Millionen Fahrgäste pro Tag befördern.

## Geschichte

Haltestellenfolge des Limaer Tren Urbano

Die Hauptstadt Lima ist die bedeutendste Stadt Perus. Etwa 30 % der Bevölkerung Perus leben hier und die Stadt trägt 60 % zum Bruttosozialprodukt bei. Der mangelnde Öffentliche Verkehr führt zu einer Überfüllung der Straßen mit negativen Auswirkungen wie langen Reisezeiten, hoher Schadstoffbelastung und hohem Treibstoff- und Platzbedarf.
Deshalb wurde während der Regierung des Präsidenten Alan García (1985–1990) gesetzlich per Erlass der Bau einer in Hochlage trassierten Metro beschlossen. Die Konstruktion der Linie begann 1986, verzögerte sich jedoch durch die schlechte wirtschaftliche Lage des Landes für viele Jahre.
Auch nach der Übertragung des Projekts am 30. Mai 2001 an die Stadtverwaltung von Lima blieb die weitere Entwicklung begrenzt. Auf Bitte mehrerer Stadtteile und Gemeinden führte die Stadtverwaltung jedoch in der Zeit vom 11. Juli 2001 bis September 2002 einen kostenlosen Zugbetrieb ein. Ab Oktober wurde das Angebot auf alle Wochentage erweitert: montags bis freitags von 7 bis 14 Uhr; samstags, sonntags und an Feiertagen von 10 bis 17 Uhr. So wurde es möglich, Instandhaltungs- und Anpassungsarbeiten am System durchzuführen, gleichzeitig Daten zur künftigen Nachfrage zu erheben, aber auch die Passagiere auf die Nutzung des neuen Verkehrssystems vorzubereiten. Seit dem 18. Januar 2003 wird die Stadtbahn von Lima ohne Unterbrechungen wirtschaftlich genutzt. Sie verkehrt täglich zwischen 6 und 22 Uhr.
Am 17. Februar 2005 unterzeichneten der Bürgermeister von Lima Luis Castañeda Lossio und der Präsident Alejandro Toledo Manrique eine Absichtserklärung, mit der sich die zentrale Regierung verpflichtete, einen Kredit von 120 Millionen Dollar zu garantieren, den die Stadtverwaltung von Lima bei der spanischen Regierung beantragt hatte (Credito FAD), um die Linie 1 bis zur Haltestelle der Avenida Grau zu verlängern.
Die bisherigen Investitionen an den Bahnbau betrugen circa 317 Millionen US-Dollar.
Im Jahr 2015 begann der Bau der Linie 2 durch ein italienisch-spanisch-peruanisches Konsortium. Die vollautomatische Linie Ost-West-Linie soll 27 Kilometer lang werden. Der erste fünf Kilometer lange und vollständig unterirdische Abschnitt mit fünf Stationen wurde am 21. Dezember 2023 eröffnet.

## Technik
Auf der Linie 1 fahren fünf ältere AnsaldoBreda MB-300 Sechswagenzüge mit 107 Metern Länge sowie 19 moderne Alstom Metropolis 9000, die um weitere 20 Garnituren ergänzt werden sollten.
Für die Linie 2 liefert Hitachi Rail Italia 35 fahrerlose Sechswagenzüge. Für den ersten Abschnitt werden fünf Züge benötigt.
Die Spurweite beträgt 1435 Millimeter (Regelspur). Die Stromversorgung mit Gleichstrom von 1500 Volt erfolgt bei der Linie 1 über eine Fahrleitung, bei der Linie 2 über eine Deckenstromschiene.

## Weiterer Ausbau

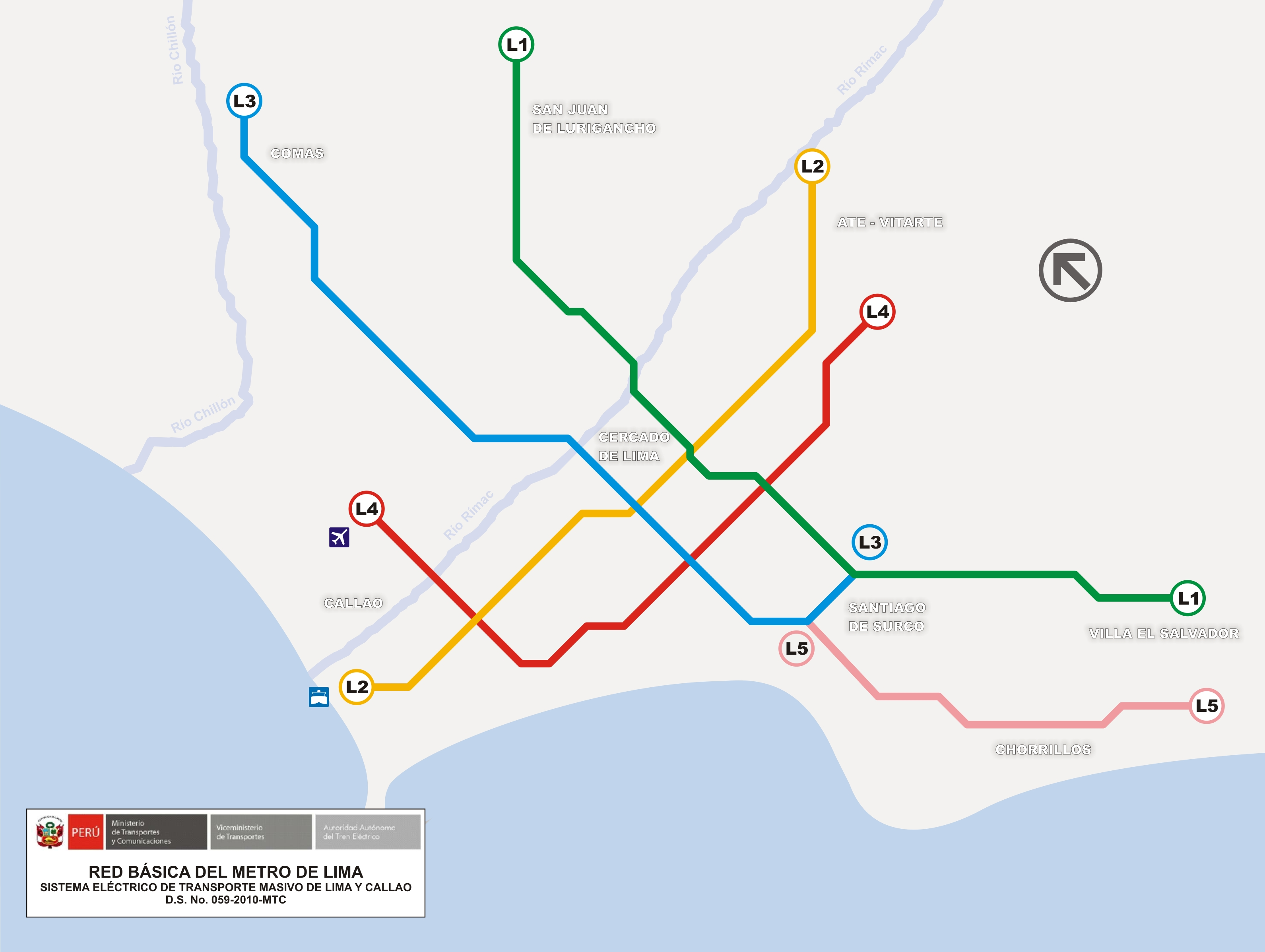
Geplante Linien

Das vollständige Projekt besteht aus drei Hauptstrecken, sowie weiteren Nebenstrecken (DMTU-Routen). Es gibt Entwürfe mit bis zu fünf Linien.
- Linie 1: Vom Vorort El Salvador bis zu ihrem Übergang zur Linie 2, im Distrikt Lima
- Linie 2 (Ost-West-Verbindung): Von Ate bis El Callao
- COSAC Etapa 1: Von Barranco bis Comas (durch Buslinien ergänzt)

Die Wirtschaftlichkeitsberechnungen ergaben, dass das Projekt mit Konzessionsverträgen mit privaten Investoren durchführbar ist. Mit den Einkünften könnte der Betrieb bis zur Avenida Grau erweitert werden. Tatsächlich würde die Linie 1 damit selbsttragend, und dem Konzessionär wäre es möglich, seine Kredite zu tilgen, sobald die Strecke bis zur Station Hospital 2 de Mayo fertiggestellt ist.